# 戦力基盤軍
戦力基盤軍（ドイツ語: Streitkräftebasis、略称：SKB）は、ドイツ連邦共和国における軍事組織。任務別統合軍の運用および連邦軍全軍に共通している業務を執行する。公式英語名は統合支援軍（英語：Joint Support Service）。
2000年10月1日に新設される。組織の位置としては、ドイツ連邦国防省連邦防衛軍における軍事機構諸分野（Militärische Organisationsbereiche）の諸軍隊（Streitkräfte）にあたる。かつての前身組織は横断的（querschnittlich）分野であったが、本組織は一軍運用され事実上の軍種として存在している。ただし、陸海空軍と異なり完全には独立してはおらず、連邦軍軍事機構の一部を構成している。

## 概要
戦力基盤軍の任務は以下のとおり。
- 連邦軍全軍に対する後方支援と海外へ出動した連邦軍部隊への補給。
- 国土防衛および派遣先国での連邦軍部隊指揮幕僚当局の支援。

戦力基盤軍には、旧称連邦軍中央軍事部門（ZMilDBw）と呼ばれた部門も属している。これらはドイツ連邦軍大学ミュンヘン校（ミュンヘン連邦軍大学）とハンブルク校（ヘルムート・シュミット大学ハンブルク）、ヴァーレンドルフにある連邦軍スポーツ学校、ケルンの軍事保安局が含まれていた。
連邦軍変革の過程において中心的役割を果たすため連邦軍変革センター（ZTransfBw）が設立され、シュトラウスベルクに本部を、支部は当初ポツダム、ゲルスドルフ、オットブルン、ガルミッシュ＝パルテンキルヒェンおよびアメリカ合衆国バージニア州サフォークに設置された。
戦力基盤軍独自の制服については意図的に断念され、統合化された部隊には各出身軍種の制服を着用の上で編入される。したがって、三軍の異なる制服で同一部署内で勤務することが常態化している。
戦力基盤軍は救護業務軍と同様に、これまでの全軍のための横断的分野から新たに軍隊分野に所属変更し、独立軍種に相当する扱いとなっている。

## 戦力基盤軍の兵科
戦力基盤軍は陸軍に存在した兵科を引き継いでいる。これらの兵科は完全所属もしくは分担出向で成立している。これらの将兵の陸軍制服に関する外部識別方法にはベレー帽章、兵科色またはベレー帽色によって認識される。
これに該当する兵科は以下のとおり。
- 憲兵部隊（ドイツ語版）（FJgTr）
- 電子戦部隊（EloKa）
- 心理戦部隊（OpInfoTr）
- 軍楽隊（MilMus）
- 地理情報（GeoInfo）
- 工兵科の一部（PiTr）
- 補給兵科の一部（NschTr）
- 整備兵科の一部（InstTr）
- 猟兵科の一部（JgTr）

陸軍以外の軍種の全構成員も戦力基盤軍内に通常勤務しているが、より大きな「純粋種」の軍種別単位は通常存在せず、主に個々の将兵を通じて体現される。

## 組織構造
戦力基盤軍の最高幹部はドイツ連邦軍総監であるが、公式の最高幹部は連邦軍副総監兼務の戦力基盤軍総監が務めている。2010年時点で現役兵総員約70,500人、予備役数は不明。
戦力基盤軍は主に全軍局と戦力支援司令部の二大機構で構成される。戦力支援司令部は防衛管区とその各単位部隊を隷下におさめ国土防衛の任にあたる。これら単位部隊には指揮幕僚部隊、後方支援部隊、憲兵部隊、軍楽隊および戦略偵察部隊が含まれる。全軍局は主に連邦軍の教育訓練と研究施設を統括する最高機関として機能する。連邦軍出動指揮司令部、介入戦力作戦指揮司令部および特殊部隊作戦指揮司令部については任務別に軍種横断的運用（統合軍）をするための指揮幕僚機関として機能する。一部の中心的部門は戦力基盤軍総監の直轄にある。戦力基盤軍の下位組織は以下のような構成となっている。
- 全軍局　在ボン（教育訓練等機関）
- 戦力支援司令部　在ケルン（統合軍司令部）
  - 第1防衛管区司令部　在キール
  - 第2防衛管区司令部　在マインツ
  - 第3防衛管区司令部　在エアフルト
  - 第4防衛管区司令部　在ミュンヘン
- 連邦軍出動指揮司令部　在ポツダム（統合軍司令部）
- 介入戦力作戦指揮司令部　在ウルム（統合軍司令部）
- 特殊部隊作戦指揮司令部　在ポツダム（統合軍司令部）
- 軍事保安局　在ケルン（諜報機関）
- 軍事情報局　在ケルン（諜報機関）
- 連邦軍人事局　在ケルン（軍政機関）
- 連邦軍基幹業務局　在ケルン（軍政機関）
- 連邦軍後方支援局　在ザンクト・アウグスティン（軍政機関）
- 連邦軍大学　ミュンヘン校 / ハンブルク校
- 連邦安全保障政策大学校　在ベルリン
- 北大西洋条約機構 / 欧州連合 / 西欧同盟ドイツ軍代表部